# مونگو، آنگولا
مونگو (به انگلیسی: Mungo) شهری در استان هوامبو واقع در کشور آنگولا است که در سال ۲۰۰۹ میلادی ۶٬۶۴۳ نفر جمعیت داشته است.